# Peter Wilken Heiberg
Peter Wilken Heiberg, född 24 juli 1840 i Köpenhamn, död 21 juni 1920 i Viborg, var en dansk läkare. Han var son till Søren Johan Heiberg.
Heiberg blev student 1860 vid Metropolitanskolen, studerade därefter medicin och tjänstgjorde som fältunderläkare under dansk-tyska kriget 1864 och avlade läkarexamen 1867. Därefter tjänstgjorde han som kandidat vid Almindelig Hospital och Kommunehospitalet i Köpenhamn och studerade samtidigt fysiologi under Peter Ludvig Panum, vilket gav honom universitetets guldmedalj 1867 och medicine doktorsgraden 1869.
År 1868 bosatte han sig i Thisted och specialiserade sig i sin läkarverksamhet främst på kirurgi och gynekologi och gjorde sig redan 1869 – innan antiseptikens införande – bemärkt i vida kretsar genom att utföra det första lyckade kejsarsnittet i Danmark. Under de följande åren genomförde han flera studieresor till kirurgiska kliniker i utlandet och utvecklade sin verksamhet. År 1874 blev han distriktsläkare i Thisted, 1879 i Viborg, där han även blev läkare vid sjukhuset. Resultaten av sin verksamhet publicerade han i olika medicinska tidskrifter.

## Utmärkelser
- Köpenhamns universitets guldmedalj,  1867[2]
- Dannebrogsmännens hederstecken,  1899[2]
- Kommendör av Dannebrogorden,  1910[2]

[Redigera Wikidata]